# جاسي جين
جاسي جين هي مصارعة محترفة أمريكية ولدت في 24 ديسمبر 1996، تعمل حالياً في دبليو دبليو إي في قسم إن إكس تي.

## روابط خارجية
- جاسي جين على موقع دبليو دبليو إي (الإنجليزية)
- جاسي جين على موقع WrestlingData.com (الإنجليزية)
- جاسي جين على موقع CageMatch worker (الإنجليزية)
- جاسي جين على موقع قاعدة بيانات المصارعة على الإنترنت (الإنجليزية)
- جاسي جين على موقع عالم المصارعة على الإنترنت (الإنجليزية)